# Cryptogeobiidae
Famille
Les Cryptogeobiidae sont une famille d'opilions laniatores. On connaît près d'une soixantaine d'espèces dans 16 genres.

## Distribution
Les espèces de cette famille se rencontrent en Amérique du Sud.

## Liste des genres
Selon World Catalogue of Opiliones (12/08/2021) :
- Bissulla Roewer, 1929
- Bresslauius Mello-Leitão, 1935
- Bunostigma Mello-Leitão, 1935
- Camarana Mello-Leitão, 1935
- Cryptogeobius Mello-Leitão, 1935
- Heteromeloleptes Mello-Leitão, 1931
- Lanesoares Roewer, 1949
- Pararezendesius Soares, 1972
- Paratricommatus Piza, 1943
- Pseudopachylus Roewer, 1912
- Pseudophalangodes Roewer, 1912
- Rezendesius Soares, 1945
- Spinopilar Mello-Leitão, 1940
- Taquara Mello-Leitão, 1936
- Tibangara Mello-Leitão, 1940
- Zalanodius Mello-Leitão, 1936

## Publication originale
- Kury, 2014 : « Why does the Tricommatinae position bounce so much within Laniatores? A cladistic analysis, with description of a new family of Gonyleptoidea (Opiliones, Laniatores). » Zoological Journal of the Linnean Society, vol. 172, no 1, p. 1–48.